# Wojna chińsko-japońska (1894–1895)
Wojna chińsko-japońska (1894–1895), w Chinach nazywana wojną jiawu, upr: 甲午战争; trad. 甲午戰爭 (jiǎwǔ zhànzhēng)), a w Japonii wojną Japonia–Qing (日清戦争; nisshin-sensō) – wojna podjęta przez Japonię w celu uzyskania koncesji terytorialnych i gospodarczych od Chin.

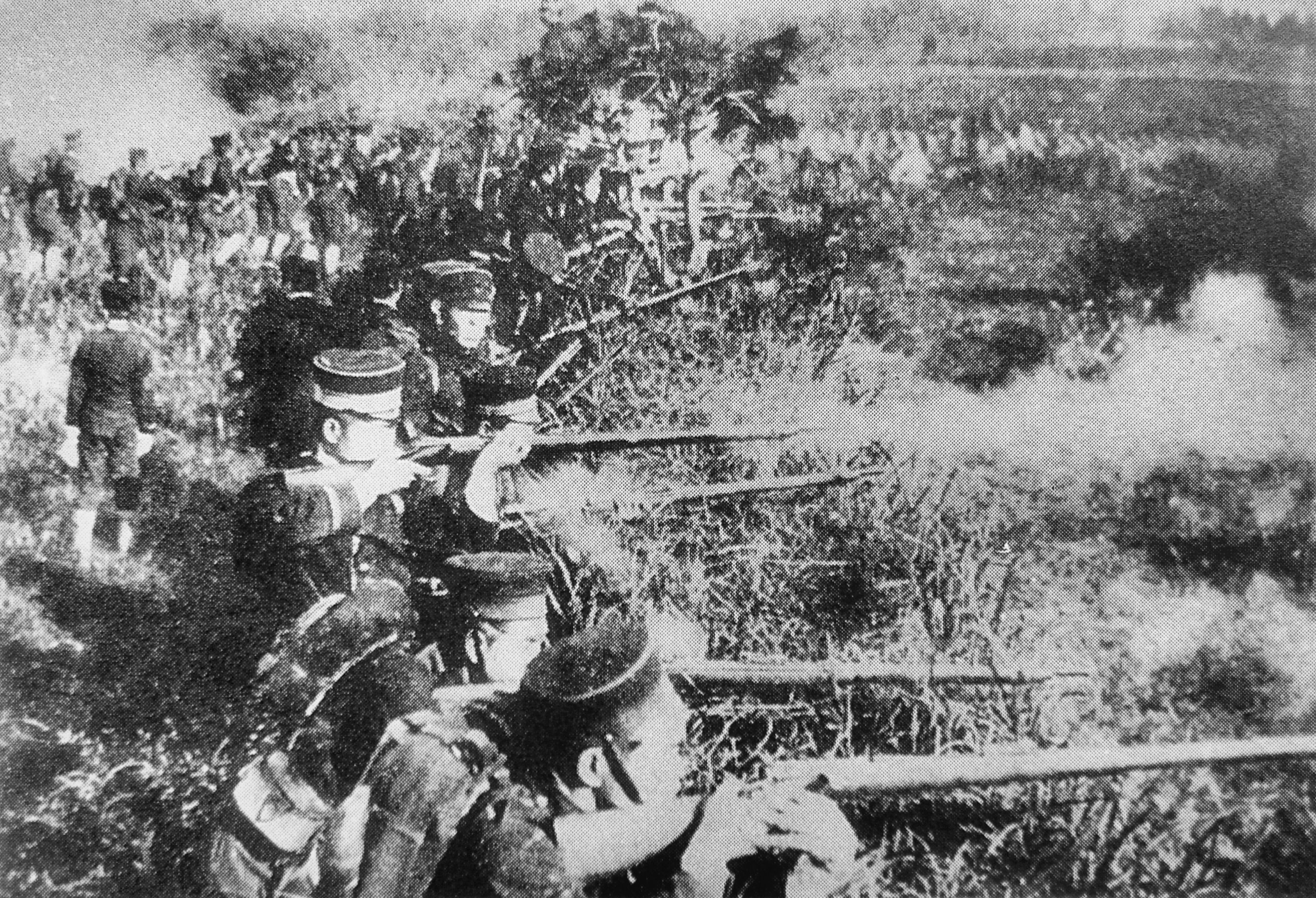
Japońscy żołnierze podczas I wojny chińsko-japońskiej

## Historia
W drugiej połowie XIX wieku, po otwarciu się Japonii na świat i modernizacji na wzór zachodni, co nastąpiło w wyniku obalenia siogunatu i restauracji Meiji, kraj ten przystąpił do realizowania agresywnej polityki zewnętrznej, polegającej na budowaniu imperium w swoim otoczeniu. Jednym z pierwszych etapów była agresja wobec Chin, a jednym z pierwszych kroków na tej drodze była ekspedycja mająca na celu podporządkowanie Półwyspu Koreańskiego. Pierwszym starciem była potyczka morska pomiędzy flotą japońską a chińskimi transportowcami wiozącymi ludzi i sprzęt do wsparcia oporu króla Korei. Po zakończonej klęską próbie obrony Pjongjangu, armia dynastii Qing musiała wycofać się z półwyspu, a wojna przeniosła się do samych Chin.
W listopadzie 1894 roku Japończycy zajęli miasta Dalian i Lüshunkou, leżące na półwyspie Liaodong. W ciągu kilku dni dokonali masakry ponad 18 tys. mieszkańców Lüshun. Rząd Qing nie miał innego wyjścia, jak prosić o pokój.
Wojna zakończyła się podpisaniem w Shimonoseki w kwietniu 1895 roku traktatu pokojowego. Chiny zobowiązały się do zapłaty 200 mln taeli srebra (co odpowiada 7640 tonom czystego srebra) tytułem odszkodowań wojennych oraz oddania Japonii: półwyspu Liaodong, Tajwanu i Peskadorów (Wyspy Rybackie).
Wkrótce potem pod wpływem nacisków Imperium Rosyjskiego, Japończycy musieli zwrócić Liaodong Chinom za rekompensatę 30 mln taeli srebra.
W Chinach wojna jiawu jest uważana za najgorsze z poniżeń w tzw. stuleciu upokorzeń. W oczach Chińczyków klęska z ręki Japończyków przewyższa bowiem porażki, jakie poniosły Chiny w czasie wojen opiumowych z ręki zachodnich mocarstw. Dzieje się tak dlatego, że Chiny zwykły uważać Japonię za swego „ucznia” czy też „młodszego brata”, który zawdzięcza im cywilizację.